# Proletariat

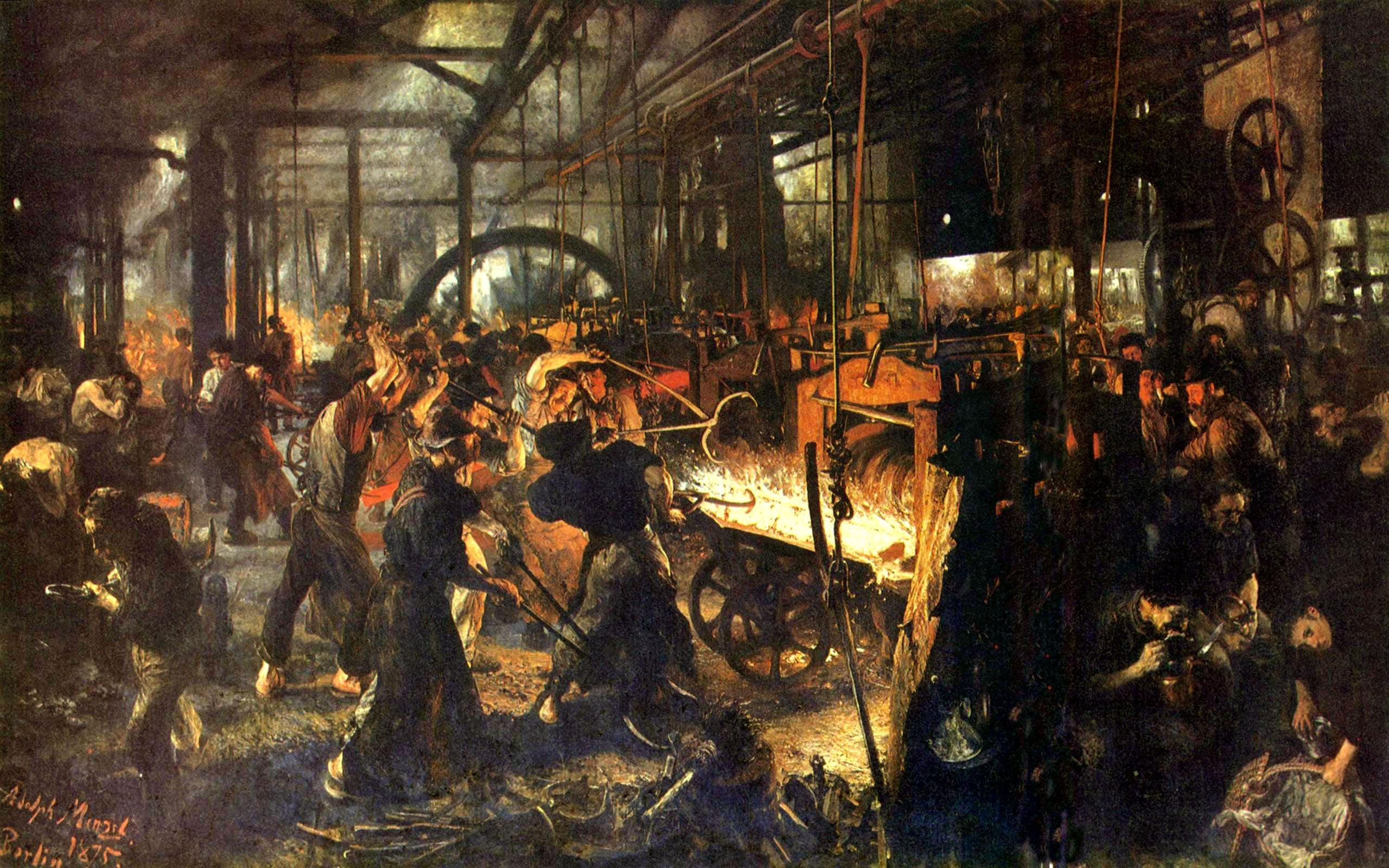
Valsverket, målning av Adolph von Menzel från 1875.

Proletariat är ett kollektiv av egendomslösa arbetare, av Karl Marx och Friedrich Engels betecknade proletärer (av franskans prolétaire, av latinets proles, barn).
Begreppet härstammar från ordet proletarii, vilket var namnet på den fattigaste klassen av medborgare i antikens Rom. Beteckningen kommer sig av att den enda nytta de ansågs göra för staten var att avla barn (proles). 
I marxistisk teori betecknar ordet "proletariat" produktiva lönearbetare, som genererar mervärde, och inte äger kapital i någon form (vare sig jord, maskiner eller pengar). Proletärer tjänar inte mer än att det räcker till grundläggande behov, och har alltså inte någon möjlighet att spara för framtiden. Proletärer är egendomslösa i den bemärkelsen att de inte äger någon egendom som kan användas i produktionen.
I överförd bemärkelse används ordet i uttryck som "litterärt proletariat", "konstnärsproletariat", "studentproletariat" med flera, för att beskriva dem som har de sämsta villkoren inom en viss grupp.[källa behövs]